# Bibliothèque physico-économique

Bibliothèque physico-économique instructive et amusante ou Journal des découvertes et perfectionnemens de l'industrie nationale et étrangère, de l'économie rurale et domestique, de la physique, la chimie, l'histoire naturelle, la médecine domestique et vétérinaire, enfin des sciences et des arts qui se rattachent aux besoins de la vie est un périodique français publié à Paris chez Buisson entre 1782 et 1831. Imprimé au format in-octavo, il offre un grand intérêt pour l'économie rurale. 
Il renfermait de nombreux articles à intérêt gastronomique et œnologique. Parmi les rédacteurs il faut signaler Daubenton, Carlier, Parmentier, Manoncourt.

## Rédacteurs
- Antoine Augustin Parmentier, de 1782 à 1797.
- Nicolas Deyeux, de 1782 à 1797.
- Charles-Nicolas-Sigisbert Sonnini de Manoncourt, de 1802 à 1812
- Arsenne Thiébaut de Berneaud, de 1817 à 1826
- Jean-Sébastien-Eugène Julia de Fontenelle, 1827-1831
- Jean-Baptiste-Geneviève-Marcellin Bory de Saint-Vincent, 1827-1831